# شهرداری استوپینی
شهرداری استوپینی (به لاتین: Stopiņi Municipality) یک شهرداری در لتونی است. شهرداری استوپینی ۹٬۵۷۷ نفر جمعیت دارد.